# Krzysztof Szczecina
Krzysztof Szczecina (ur. 25 lipca 1990 w Kielcach) – polski piłkarz ręczny, bramkarz, od 2022 zawodnik Energa MKS Kalisz.
Wychowanek Vive Kielce. W sezonie 2009/2010 przebywał na wypożyczeniu w pierwszoligowym BKS-ie Bochnia. Następnie powrócił do kieleckiego klubu i 6 lutego 2011 w meczu z MMTS-em Kwidzyn (38:23) zadebiutował w Superlidze. W sezonie 2010/2011 rozegrał trzy mecze w najwyższej klasie rozgrywkowej, wystąpił też w rozegranym 6 marca 2011 spotkaniu  z THW Kiel (27:36) w Lidze Mistrzów. W latach 2011–2014 wypożyczony był do MMTS-u Kwidzyn. W sezonie 2014/2015 wypożyczony do Pogoni Szczecin. W sezonie 2015/2016 był zawodnikiem Śląska Wrocław, w barwach którego rozegrał 23 spotkania. W 2016 został graczem MMTS-u Kwidzyn. W sezonie 2016/2017, w którym rozegrał 31 meczów i zdobył jedną bramkę, otrzymał nominację do tytułu najlepszego bramkarza Superligi.
W 2009 wystąpił w otwartych mistrzostwach Europy U-19 w Szwecji. W 2012 uczestniczył w akademickich mistrzostwach świata w Brazylii. Powoływany był do reprezentacji Polski seniorów przez Michaela Bieglera i Piotra Przybeckiego. W barwach narodowych zadebiutował 21 czerwca 2013 w towarzyskim spotkaniu z Danią (21:25). Grał również w kadrze B, m.in. w październiku 2014 wystąpił w turnieju drugich reprezentacji w Pleszewie.